# Pany de percussió

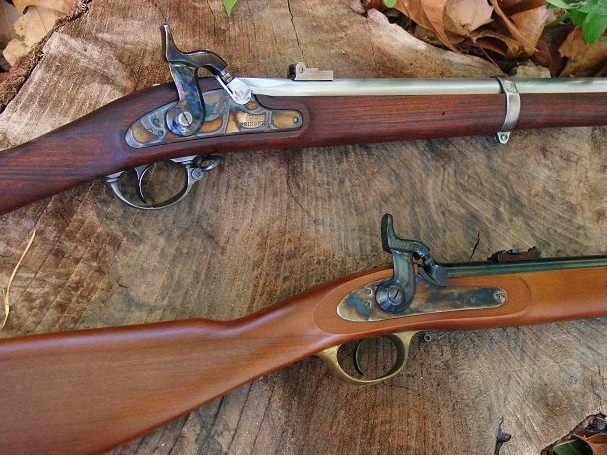
Panys de percussió dels fusells de avancàrrega Springfield i Enfield.

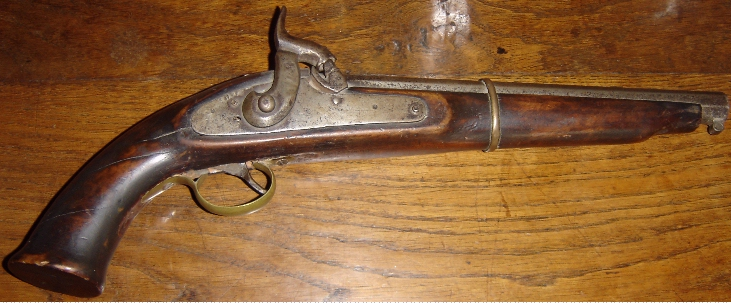
Pistola amb pany de percussió.

El pany de percussió va ser el successor del pany de sílex en el desenvolupament de les armes de foc, emprant una càpsula fulminant (pistó) per a detonar la càrrega propulsora en lloc del tros de sílex que copejava el gallet contra el rasclet. El seu ús va predominar en les dècades centrals del segle xix, es tracta d'un sistema de dispar transició entre l'anterior pany d'espurna i els posteriors sistemes de retrocàrrega amb forrellat o amb acció de palanca, que els van desplaçar deixant-losr ràpidament obsolets en la dècada de 1870.

## Història
Un rudimentari sistema de percussió va ser desenvolupat pel reverend Alexander John Forsyth com a solució al problema que els ocells s'espantaven quan sortia el fum de la cassoleta de la seva escopeta d'espurna, advertint-los per eludir el tret. El seu invent d'un mecanisme de tret accionat per fulminat va privar als ocells del seu sistema d'alerta, punt en evitar el fum de la cassoleta com en reduir l'interval entre prémer el disparador i la sortida dels perdigons del canó. Forsyth va patentar el seu sistema de tret en 1807. No obstant això, no va ser sinó fins al cap del venciment de les patents de Forsyth que la pany de percussió convencional va ser desenvolupada.
El mecanisme de pany de percussió va conviure inicialment amb la pany d'espurna, encara que els avantatges d'aquest sistema (resistència a la humitat i major cadència de tir) van provocar la conversió de molts mosquetes de pany d'espurna a la pany de percussió. Aquest mecanisme va asseure les bases per al posterior desenvolupament dels cartutxos metàl·lics, que integren fulminant, càrrega propulsora i bala en una mateixa beina de metall. cal destacar els efectes que va tenir aquesta innovació tecnològica en els vells arsenals europeus de mosquetes d'espurna, molts dels quals van acabar en mans d'indígenes. Aquests els van emprar per lluitar entre si, com per exemple en les Guerres dels Mosquets de Nova Zelanda.

## Descripció
El pany de percussió consisteix en un martell, similar a l'empleat en una pany d'espurna, i una xemeneia (de vegades esmentada com a "con") que sosté una petita càpsula fulminant. La xemeneia té un obertura que condueix al canó. La càpsula conté un compost químic anomenat fulminat de mercuri, la fórmula del qual és Hg(ONC)2. Està fet de mercuri, àcid nítric i alcohol. Quan el disparador allibera el martell, aquest copeja la càpsula i detona el fulminat de mercuri. Les flames de la detonació viatgen a través de l'obertura de la xemeneia i entren al canó, on encenen la càrrega propulsora.

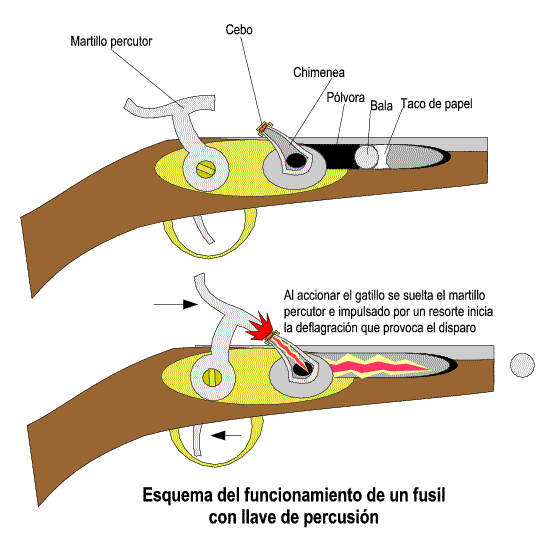

Tal com pot apreciar-se en la imatge superior, aquest sistema depenia en els seus inicis dels primitius cartutxos de paper, per la qual cosa aquestes armes eren de avantcàrrega, encara que un primer model de fusell de retrocàrrega amb ànima ratllada, el fusell Ferguson, ja havia estat introduït a la fi del segle xviii amb limitat èxit. A mitjan segle xix, l'adopció a Occident de la bala Minié, combinada amb l'ànima ratllada i la retrocàrrega, va dotar als mosquetes d'una major potència de foc, naixent així el fusell.

## Imagenes

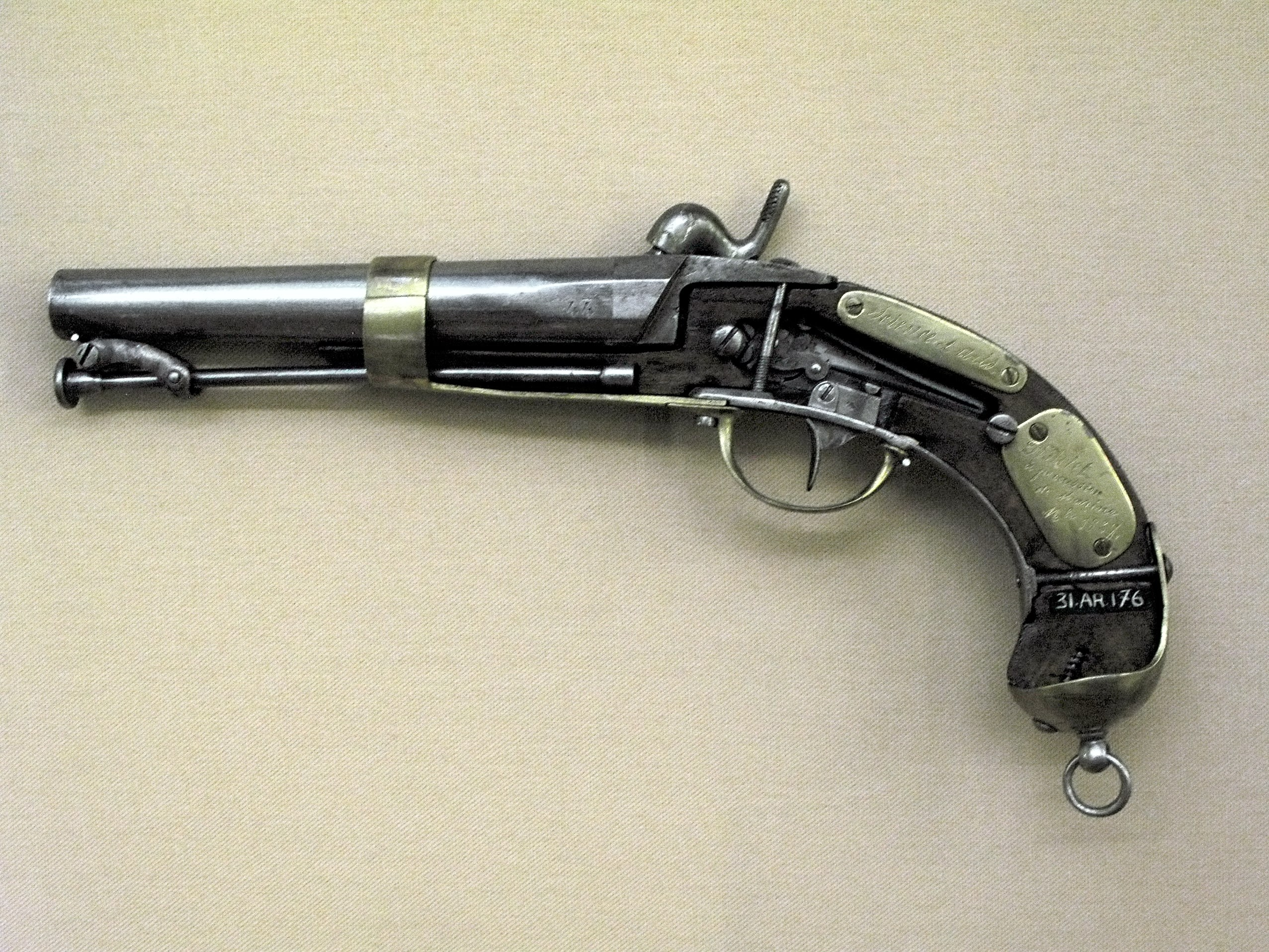
Pistola d'instrucció seccionada Model 1837 de l'Armada francesa.
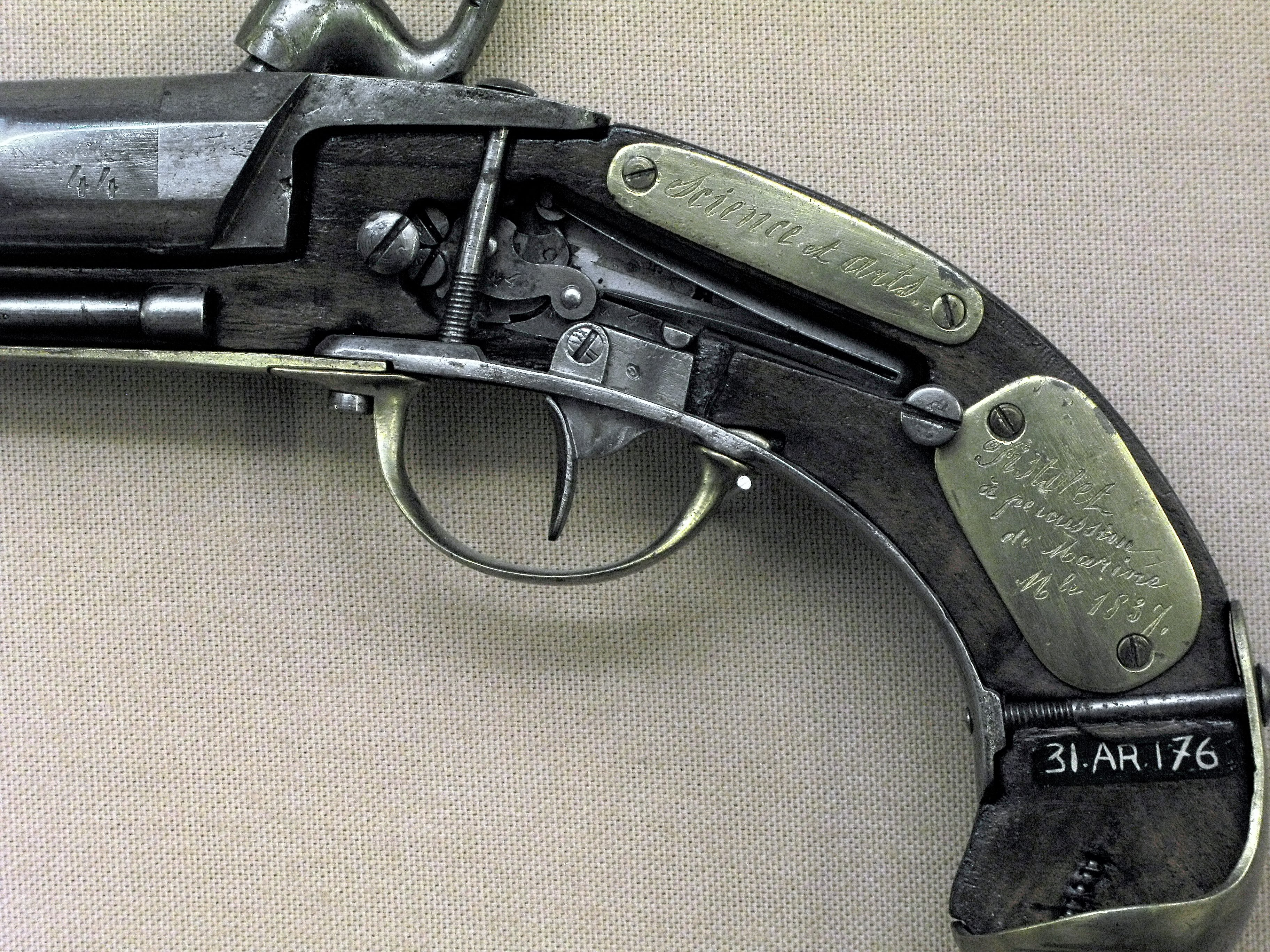
Detall del mecanisme de tret.
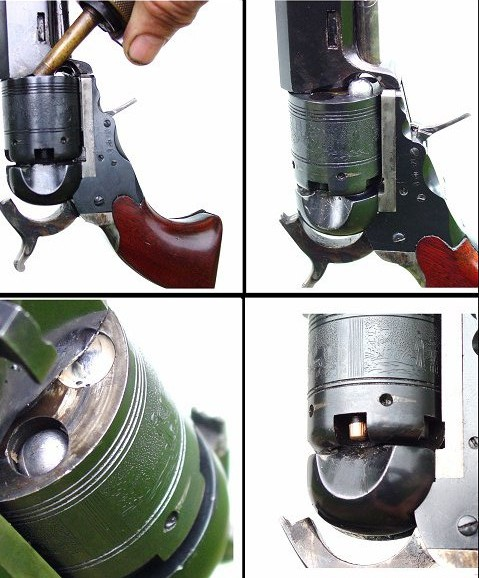
Seqüència de càrrega per a revòlvers de percussió.